# Chiesa di San Salvatore (Colorno)
La chiesa di San Salvatore è un luogo di culto cattolico dalle forme rinascimentali e barocche situato a Sanguigna, nel comune di Colorno in provincia e diocesi di Parma; è sede di una parrocchia compresa nella zona pastorale della Bassa.

## Storia
Una prima chiesa, è già menzionata in una bolla di papa Lucio II del 17 marzo 1144 come Ecclesiam S. Salvatoris de Sanguineo cum castro et curte. Le forme odierne dell'edificio risalgono al periodo tra la fine del XV secolo e l'inizio del XVI, alla stessa epoca risale anche la vicina grancia. La sezione superiore del campanile venne realizzata in un'epoca più tarda. Nel XVII secolo la facciata fu modificata e vi venne realizzata la cornice a toro. Nel 1906 fu restaurata l'abside e venne realizzato l'attuale pavimento. Tra il 1956 e il 1962 furono ritrovati sotto il preesistente intonaco e restaurati gli affreschi quattrocenteschi e fu demolita la volta. 
La chiesa appartenne fino al 1810 all'abbazia di San Giovanni Evangelista di Parma.
In occasione del restauro avvenuto tra il 1956 e il 1962 venne demolita la volta dell'aula e vennero rese visibili le capriate lignee, nella stessa occasione furono scoperti gli affreschi attribuiti a Jacopo Loschi.

## Descrizione
La chiesa si sviluppa su pianta rettangolare a navata unica, con l'ingresso rivolto a ovest e abside poligonale a est.

### Esterno

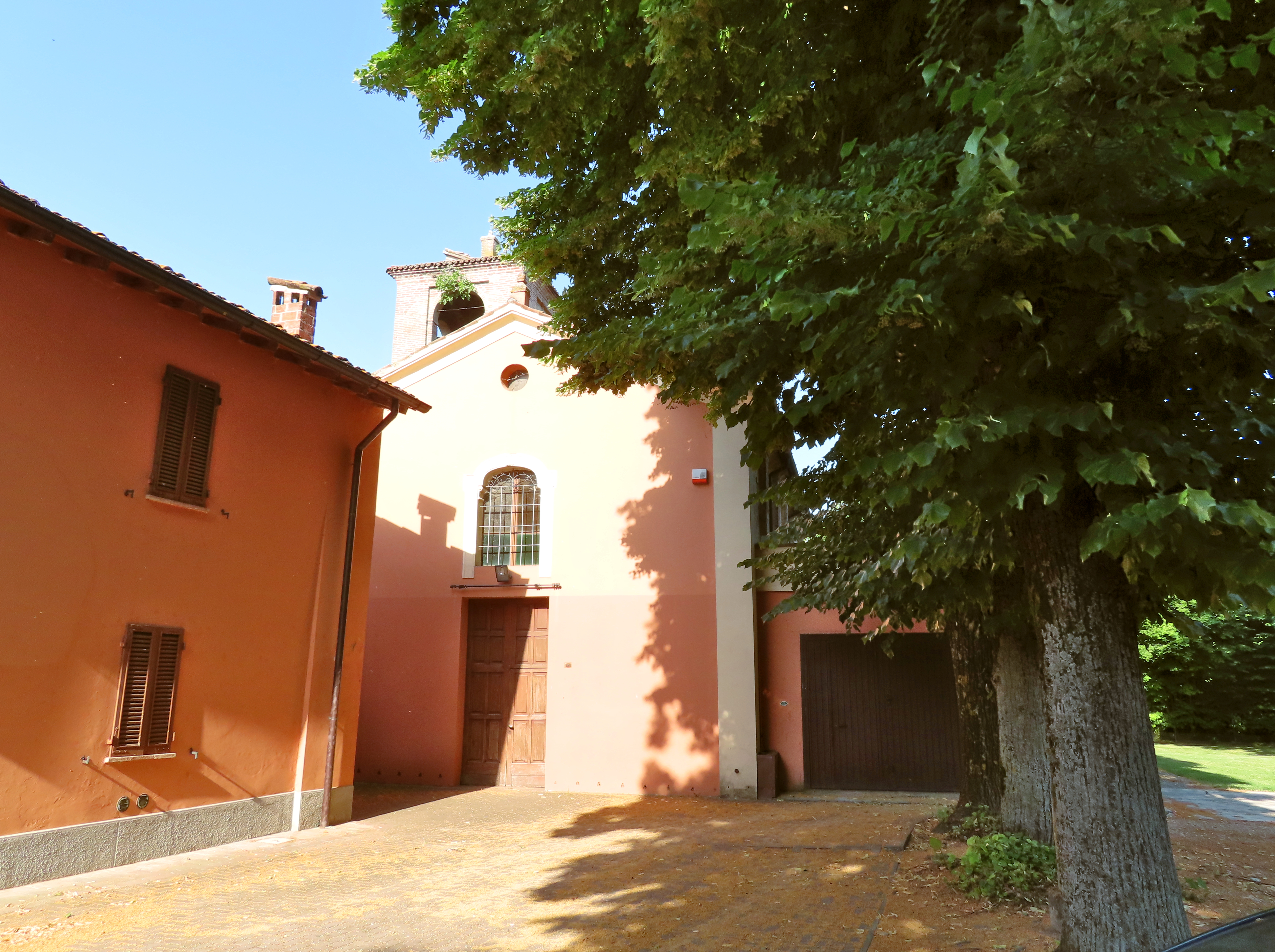
Facciata

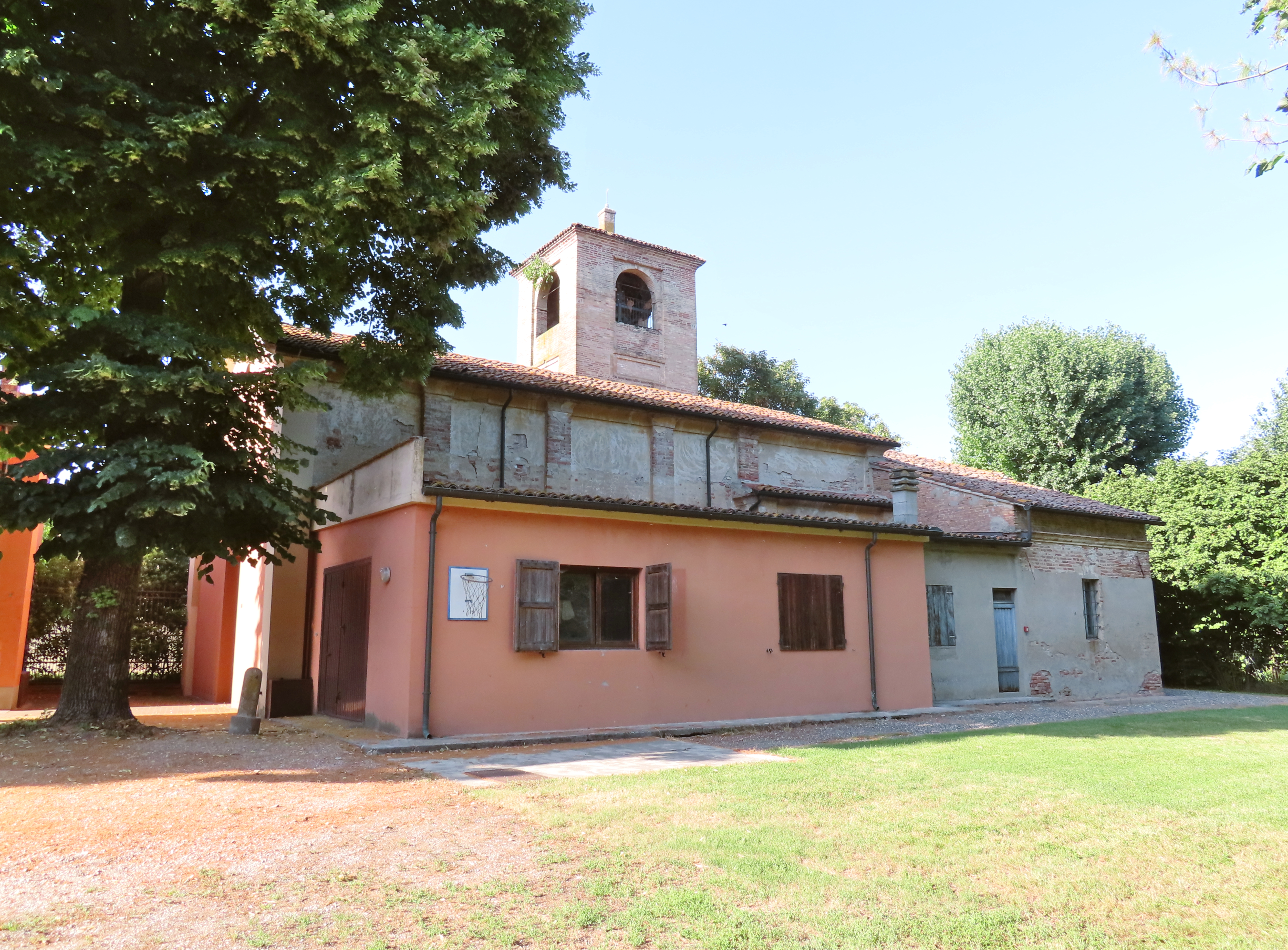
Lato sud

Presenta una semplice facciata a capanna realizzata in muratura intonacata con due lesene laterali a doppio spiovente con cornicione. L'abside a pianta ottagonale simile a quello di Santa Margherita a Colorno presenta il lato esterno degli angoli scanditi da lesene. Il portale d'accesso è semplice e sprovvisto di cornici. Lo sormonta una finestra polilobata contornata da una cornice che la scandisce lateralmente e nel lato superiore; la finestra è a sua volta sovrastata da un oculo circolare. La colorazione esterna presenta le membrature in bianco virante al gialletto e i fondi in rosso.
Sul lato sinistro affiancato all'abside aggetta il campanile di fattezze rinascimentali come il resto dell’edificio, la torre è a pianta quadrata, realizzata in laterizio a vista. La cella campanaria si affaccia sui quattro lati per mezzo di monofore con arco a tutto sesto e risale al XVII secolo ed è sovrastata da una cuspide a piramide bassa.

### Interno

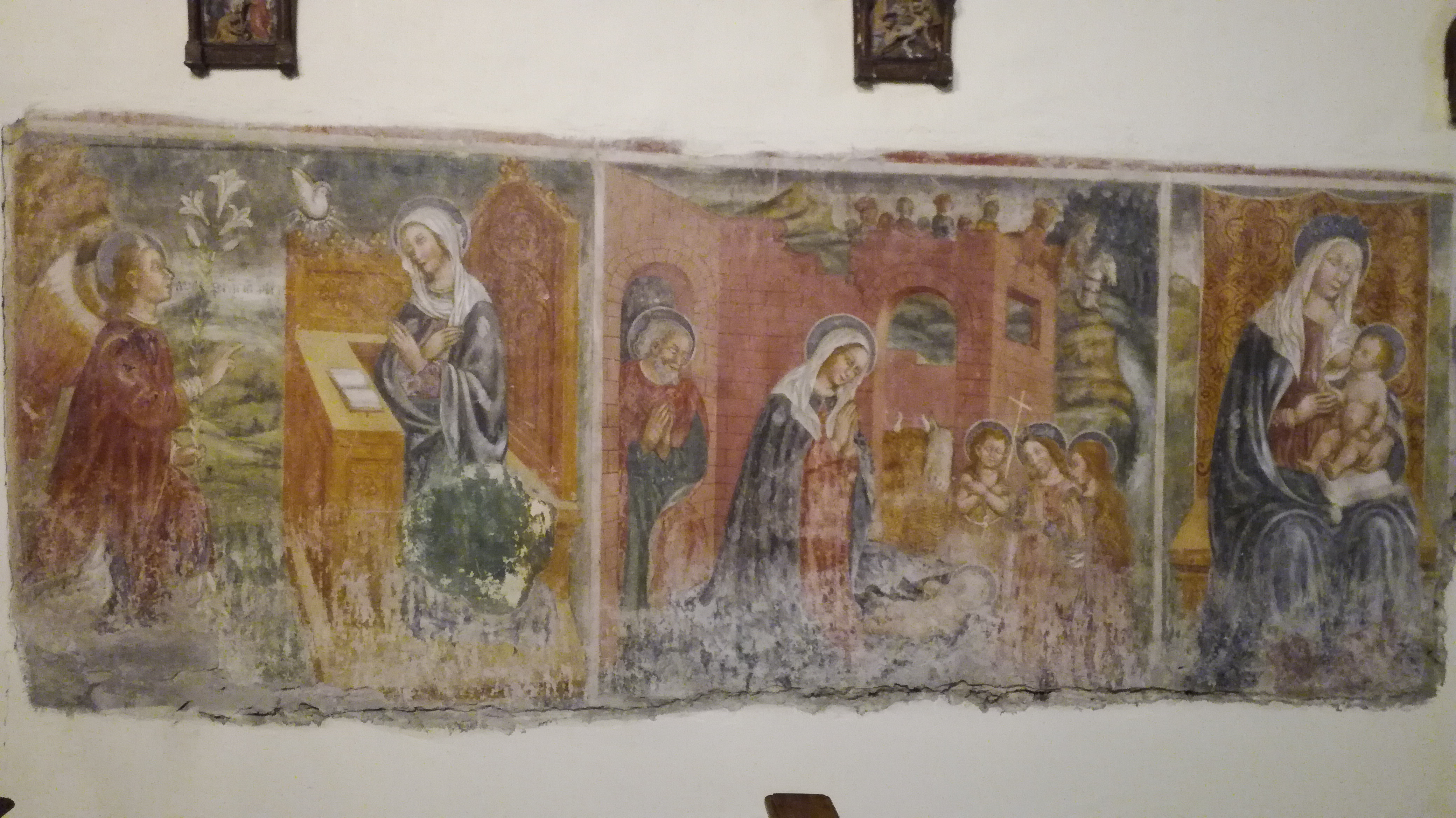
Jacopo Loschi, Annunciazione, Adorazione del Bambino e Madonna del latte

L'interno presenta una navata unica con presbiterio rialzato da un gradino. L'abside è poligonale, emergente e lievemente rientrante rispetto alla navata. L'aula di forma rettangolare è delimitata dai muri perimetrali. In corrispondenza del transetto su ogni lato si apre una cappella tamponata in cui è ospitata una nicchia. La navata è chiusa da una copertura a capriate lignee mentre nella zona del presbiterio è presente una volta a vela che nell'abside presenta costolature in corrispondenza degli angoli. 
Sui muri interni dell'aula sono presenti affreschi attribuiti a Jacopo Loschi. Procedendo da sinistra a destra: il primo rappresenta l'Annunciazione, il secondo l'Adorazione del Bambino, nel terzo è raffigurata la Madonna del latte, nel quarto è dipinto Sant'Antonio Abate e nel quinto La Madonna in trono e il Bambino. Sul lato destro dell'arcata sovrastante il presbiterio è presente un altro affresco raffigurante una Madonna in trono col bambino, al di sopra si trova un'Annunciazione in parte mozzata. Sull'arco in posizione centrale si intravede la figura del Padre. L'autore di questi ultime opere è sconosciuto.
Originariamente i dipinti presentavano anche ricche decorazioni dorate di cui è rimasta traccia in alcuni tratti dell'abbigliamento dei personaggi raffigurati.